# Ana Kokić
Ana Kokić (en cyrillique serbe Ана Кокић), née le 11 mars 1983 à Belgrade) est une chanteuse de musique pop serbe et mannequin. Dès son premier titre elle s'est classé dans le classement serbe des Singles. Elle est une ancienne membre du groupe "Energija" (Energie).

## Discographie

### Album
- Mojne Mala (2006)
- Sta ce meni ime (2007)

### Singles
- Svejedno (2006)